# Diocèse de Northampton
Le diocèse de Northampton est un diocèse suffragant de l'archidiocèse de Westminster. Il a été constitué en 1850 et l'on comptait en 2023 près de 180 560 baptisés pour 2 218 590 habitants. Depuis 2020, son évêque est David Oakley (en).

## Territoire

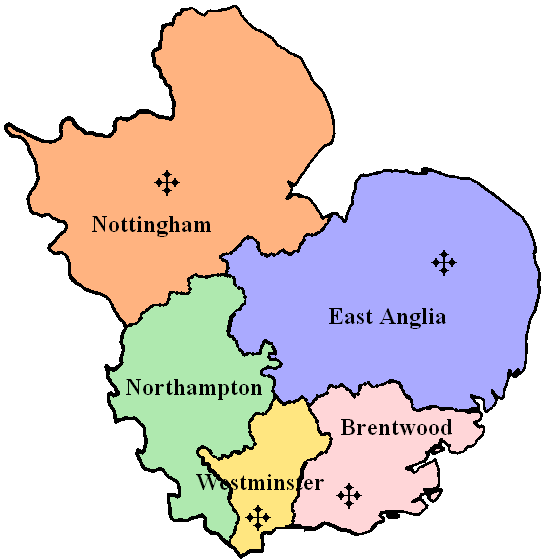
Le diocèse en vert avec l'ensemble de la province ecclésiastique de Westminster.

Le diocèse comprend les comtés anglais du Northamptonshire et du Bedfordshire, ainsi que le comté traditionnel du Buckinghamshire. Jusqu'en 1976, les comtés du Cambridgeshire, du Norfolk et du Suffolk étaient également inclus ; depuis lors, ils forment le diocèse d'Est Anglie.
L'évêché est à Northampton, où se trouve la cathédrale Notre-Dame-et-Saint-Thomas.
Le territoire couvre 3 419 km², et il est divisé en 70 paroisses, dont s'occupent 42 diacres et 103 prêtres (76 diocésains et 27 religieux).

## Histoire
Lorsqu'Augustin de Canterbury arriva de Rome en 597, il concentra son évangélisation aux comtés du Kent et de l'Essex, mais trente ans plus tard, la région que couvre le diocèse de Northampton reçut enfin le message chrétien, avec l'arrivée du missionnaire Birin et la fondation de son siège à Dorchester-on-Thames en 636. Néanmoins, la véritable évangélisation des habitants du diocèse a été réalisée grâce aux travaux et aux missionnaires de l'île de Lindisfarne, au large de la côte de la Northumbrie. Parmi eux, Chad de Mercie, dont le siège, établi à Lichfield en 669, comprenait l'actuel diocèse de Northampton.
Entre la Réforme anglaise et 1850, les diocèses catholiques ont cessé d'exister en Grande-Bretagne. Cependant, en 1688, l'Angleterre a été divisée en quatre vicariats apostoliques, Northampton étant placé sous l'autorité du vicaire apostolique du district du Midland. En 1840, le vicariat apostolique du district de l'Est a été créé à partir du district du Midland. Lors de la restauration de la hiérarchie catholique en Angleterre et au pays de Galles par le pape Pie IX le 29 septembre 1850 avec la bulle Universalis Ecclesiae (en), la majeure partie du district oriental est devenue le diocèse de Northampton. Son premier évêque fut William Wareing, auparavant vicaire apostolique du district de l'Est.
Le 13 mars 1976, par le décret Quod Ecumenicum, le pape Paul VI a créé le diocèse d'Est Anglie pour les comtés de Cambridgeshire, Norfolk et Suffolk en détachant ces comtés du diocèse de Northampton.

## Évêques
- William Wareing (en), 1850–1858
- Francis Kerril Amherst, 1858–1879
- Arthur George Riddell, 1880–1907
- Frederick William Keating, 1908–1921, dann Erzbischof von Liverpool
- Dudley Charles Cary-Elwes, 1921–1932
- Laurence William Youens, 1933–1939
- Thomas Leo Parker, 1940–1967
- Charles Alexander Grant, 1967–1982
- Francis Gerard Thomas, 1982–1988
- Patrick Leo McCartie, 1990–2001
- Kevin McDonald, 2001–2003, dann Erzbischof von Southwark
- Peter John Haworth Doyle, 2005–2020
- David James Oakley (en), depuis le 8 janvier 2020